# عبد الكريم الرازحي
عبد الكريم ثابت حميد الرازحي هو كاتب وشاعر وروائي يمني اشتهر بكتاباته الساخرة، ولد في قرية نجد الغليبة بني علي، عزلة الأعبوس، مديرية حيفان، الحجرية محافظة تعز عام 1952.

## دراسته
بدأ حياته التعليمية بقراءة القرآن الكريم على يد فقيه القرية، ثم التحق بمدرسة البعث، وواصل دراسته في مدارس عدن حتى الصف الثاني الإعدادي، ثم حصل على الثانوية العامة من مدرسة جمال عبدالناصر في صنعاء، وتخرج في جامعة صنعاء ـ شعبة الفلسفة والاجتماع عام 1979.

## عمله
بدأ حياته راعياً للغنم، وتنقل بين العديد من المهن والحرف، ثم عمل بعد تخرجه من الجامعة مديراً للمطبوعات بوزارة الإعلام، ثم مديراً لتحرير مجلة اليمن الجديد، فباحثاً في مركز الدراسات والبحوث اليمني ولا يزال يعمل فيه حتى اليوم.
كتب ويكتب في العديد من المجلات والصحف اليمنية والعربية منها: 26 سبتمبر، النداء، المستقبل، الثوري، الوحدوي، صوت العمال، الشورى، مجلة المجلة السعوديه وصحيفتي عكاظ والوطن وغيرها من الصحف والمجلات اليمنية والعربيه.

## دواوينه الشعرية
1. الاحتياج إلى سماء ثانية وجحيم إضافي 1985 -
2. نساء وغبار 1991 -
3. الحمامة 1998 -
4. طفل القوارير1999 .

## مؤلفاته
1. حنجرة الشعب - حوارات ساخرة
2. قبيلي يبحث عن حزب حكومة الحصان ووصايا الحمير.
3. موت البقرة البيضاء (مجموعة قصصية) 1991.
4. الشيخة زعفران (ديوان شعر)، وهي السيرة الشعبية لقرية العكابر، إحدى أهم الإصدارات الأدبية اليمنية في بداية هذا القرن.
5. موت نشوان ونكبة الراعية، في رثاء الأديب الكبير/عبدالله سلام ناجي، وهو ديوان سياسي ممنوع.[5]